# 字体

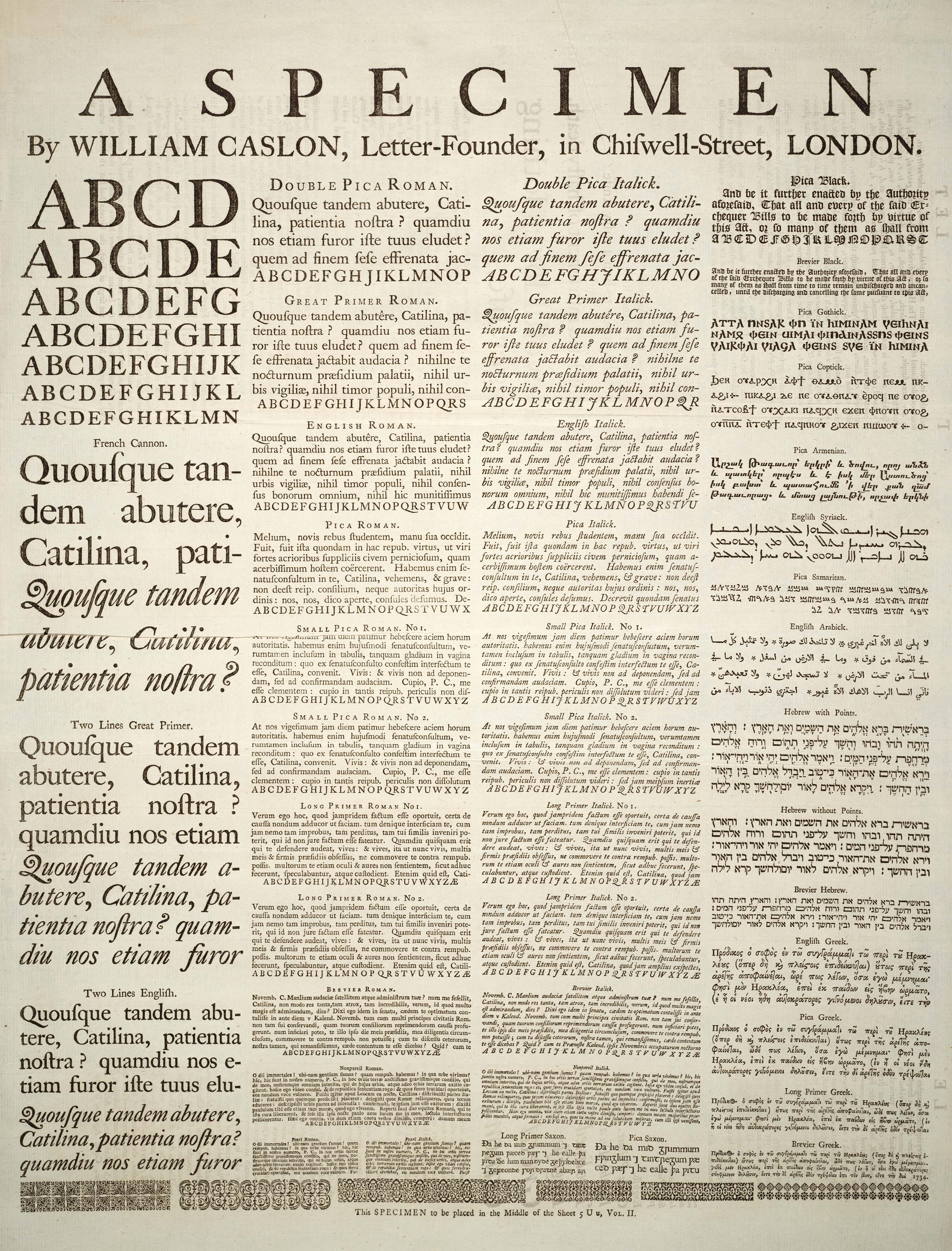
《A Specimen》，一张印有字体例子的大报。由William Caslon（铸字工人）印刷；源自1728 Cyclopaedia。

在字体排印学中，字体是由一个或多个字型（font）组成的集合，每个字型由具有共同设计特征的字形（glyph）组成。字体的每一种字型都有特定的字重（weight）、风格（style）、宽度（width）、倾斜度（slant）、斜体（italicization）、装饰（ornamentation）、设计师或铸字厂。例如，“ITC Garamond Bold Condensed Italic”是指ITC Garamond的粗体、紧缩、意大利体版本。它与“ITC Garamond Condensed Italic”与“ITC Garamond Bold Condensed”不是同一个字型，但同属于“ITC Garamond”这个字体。ITC Garamond与“Adobe Garamond”或“Monotype Garamond”是不同字体。（这些都是最初创建于16世纪的Garamond字体的替代更新或数字化。）世界上有成千上万种不同的字体，新的字体也在不断地发展。
设计字体的艺术和工艺叫做字体设计。设计字体的人员被称为字体设计师，经常受雇于字体开发公司。
每个字体都是若干字形的集合，每个字形代表一个字母、数字、标点符号或其他符号。相同的字形可用于不同文字的字符，例如罗马大写字母A看起来与西里尔字母大写字母А和希腊大写字母alpha相同。有专门为特殊应用而设计的字体，如地图制作或占星术和数学。
字体经常与字型混淆。在数字印刷术和桌面出版出现之前，这两个术语的含义更为明确。

## 名称与概念
“字形”（glyph）指单个字（字母、汉字、符号等）的形体。意思相同的字也可能用到不同字形（如漢字中的正體字與簡化字）。
所谓“字体”（typeface；也称font family）与“字型”（font），都是排印学与书法领域的专有名词。无论港澳台、中国大陆还是欧美等国非专业普通人士都无法区分作为专业名词的“字体”（typeface）与“字型”（font）。font是指某套具有同样样式、尺寸的字形，如“12号常规宋体字”；typeface则是一或多个含有共通设计要素的，包括罗马正体和意大利斜体等的font在一或多个尺寸的集合，具有同一种特定的风格。
各个中文使用地区对于typeface和font没有通用的翻译。中国大陆国家标准（GB/T 16964.1-1997，为国际标准的官方翻译）将typeface译为“字体名称”，font译为“字型”。台湾专业人士也将typeface译为“字体”。一般可将typeface译为“字体”，font译为“字型”。
篆书、隶书、楷书、草书、宋体、仿宋体、黑体等分别是某类相似风格。篆、隸、楷等稱作「字體」（script style）或“书体”。宋体、仿宋体、黑体等称作「字体」或「字型樣式」（typeface style）。字體（script style）和字體（typeface style）是许多个字体（typeface）的集合，而不是一种字体（typeface）。两位书法家写出来的楷書就可称为两种字体（typeface）；宋体在计算机上就有中易宋体和新細明體等字体（typeface）。
20世纪90年代前后，储存于计算机上的字形数据库逐渐约定俗成地被英语使用者称为“computer font”，虽然“font”在排印学与书法领域的原意和这里所用的并不是非常吻合。对于“computer font”中的“font”，中国大陆和台湾香港翻译不同，分别为计算机“字体”和电脑“字型”。随着可缩放的矢量电脑字体的出现，“字型”与“字体”之间的界限也逐渐模糊。

## 术语
在专业排版中，术语「字体」不能与单词「字型」（英文原文为fount，发音为font）一词互换，因为术语字型历来被定义作为给定的字母表及其相关字符的单个大小。例如，8-point Caslon Italic是一种字型，而10-point Caslon Italic则是另一种字型。 从历史上看，字型具有确定字符大小的特定大小，以及排序的数量或提供的每个字母的数量。 字体中字符的设计考虑了所有这些因素。
随着字体设计的范围不断扩大，出版商的要求在几个世纪以来不断扩大，特定的字体黑度或亮度和风格变种的字体（最常见的是「常规」）或罗马与斜体以及「浓缩」不同，导致「字体系列」，密切相关的字体设计，可包括数百种样式。字体通常是一组相关字型，它们仅在重量，方向，宽度等方面有所不同，但不是设计。例如，Times是一个字体，而Times Roman，Times Italic和Times Bold是构成Times系列的单独字型。字体通常包括几种字型，但有些字体，如Helvetica，可能包含许多字型。

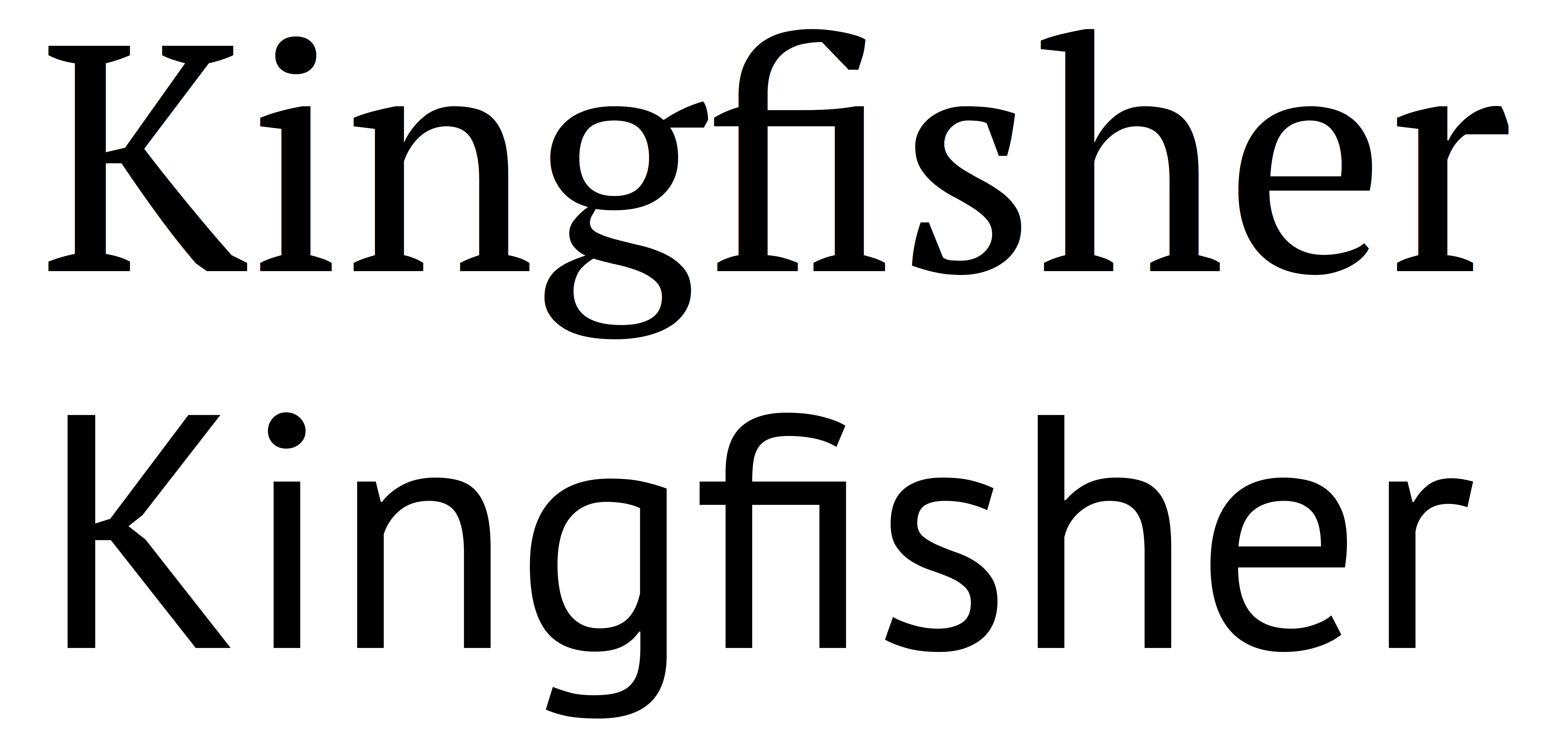
PT Serif（襯線字型）（上图）和PT Sans（無襯線字型）（下图）来自PT字體，显示字母结构的相似之处。

字体和字型之间的区别在于字型是指定类型系列的特定成员，例如罗马，粗體或斜体，而字体指定一致的视觉外观或样式，可以是「font family」或相关的字型集。例如，Arial等给定字体可能包含罗马字型，粗体字型和斜体字型。在金属型體时代，字型也意味着特定的点大小，但是使用数字可缩放的轮廓字体，这种区别不再是有效，因为单个字体可以缩放到任何大小。
20世纪初出现了第一个「扩展」字体系列，包括各种宽度和重量的相同的一般风格，从美国创始人Cheltenham（1902-1913），Bertram Grosvenor Goodhue的初步设计，以及Morris Fuller Benton设计的许多其他面孔。后面的例子包括Futura，Lucida，ITC Officina。有些字体因复兴而成为「超级家族」，如Syntax，Linotype Univers；而其他字体则将交替造型设计为彼此的兼容替代品，例如Compatil，Generis。
Typeface superfamily开始出现，当代工厂开始包含具有显着结构差异的字体，但在一般姓氏下包含一些设计关系。 可以说第一个超级家族是在1910年Morris Fuller Benton为ATF创建Clearface Gothic时创建的，这是现有（无衬线）Clearface的无衬线伴侣。 超家族标签不包括完全不同的设计给出相同的姓氏，似乎纯粹是营销，而不是设计，考虑因素：Caslon Antique，FuturaFutura (typeface) Black和Futura Display 在结构上与Caslon和Futura家族分别无关，并且尽管他们的名字通常不被印刷师认为是这些家庭的一部分。
旨在匹配主要字体的附加或补充字形已经使用了几个世纪。在某些格式中，它们作为单独的字体销售。在20世纪90年代早期，Adobe Type引入了专家设置字体的概念，其具有标准化的附加字形集，包括小型大寫字母，不齊線數字和其他高级字母，分数和在合字中找不到的連字。补充字体还包括替代字母，如swashes，雜錦字型和备用字符集，补充同一系列下的常规字体。但是，随着OpenType等字体格式的引入，这些补充字形被合并到主字体中，依赖于特定的软件功能来访问替代字形。
由于蘋果公司和微软的操作系统支持平台相关字体中的不同字符集，因此一些代工厂以不同的方式使用专家字体。 这些字体包括Macintosh或Windows计算机上缺少的字符，例如： 分數、连字或一些重音字形。 无论使用哪种操作系统，目标都是将整个字符集交付给客户。
字体和字型的大小传统上用点来衡量；点在不同的时间被定义不同，但现在最流行的是桌面出版点¹/₇2英寸（0.0139英吋或 0.35毫米）。然而，12-point Helvetica的特殊元素不需要精确测量12分。
大写字母的高度（cap-height）通常以非排印单位（英尺、英寸、公尺）衡量。字体大小通常也以毫米和Q（0.25毫米，日本）和英寸来度量。

## 历史
字体铸造厂在1450年代到现在的铅合金中都有铸造字体，尽管木材在19世纪被用作一些大型字体的材料，特别是在美国。
在19世纪90年代，排版的机械化允许在运行中自动铸造字体，作为所需尺寸和长度的类型线。 这被称为连续铸造（Continuous casting），并且在20世纪70年代消亡之前一直保持盈利和普及。这种类型的第一台机器是由Ottmar Mergenthaler发明的Linotype排字機。
在短暂的过渡时期（1950年代 - 1990年代），摄影技术被称为“照相排版”，利用胶片上单个字形的微小高分辨率图像（以胶片阴影的形式，字母为不透明黑色背景上的明显区域）。薄膜条后面的高强度光源通过光学系统投射每个字形的图像，该光学系统将所需字母聚焦到特定尺寸和位置的光敏照相排版纸上。这种照相排版过程允许光学缩放，允许设计者从单一字体生成多种尺寸，尽管所使用的再现系统的物理约束仍然需要不同尺寸的设计变化；例如，油墨擴張彌補和尖峰以允许在打印阶段遇到墨水的扩散。使用胶片上的字体手动操作的照相排版系统允许在字母之间进行精细字距而无需人工排版的实际工作，并在20世纪60年代和70年代产生了扩大型设计行业。
到20世纪70年代中期，所有主要的字体技术和所有字体都在使用：凸版印刷；连铸机；照相排版；计算机控制的照排机；和最早的数字排字机 - 具有原始处理器和阴极射线管输出的大型机器。 从20世纪80年代中期开始，随着数字排版的发展，用户几乎普遍采用美式拼写“字体”，这主要是指包含可缩放轮廓字体的计算机文件（字体），以几种常见格式之一。 某些字体，如Verdana，主要用于显示器。

## 数码类型

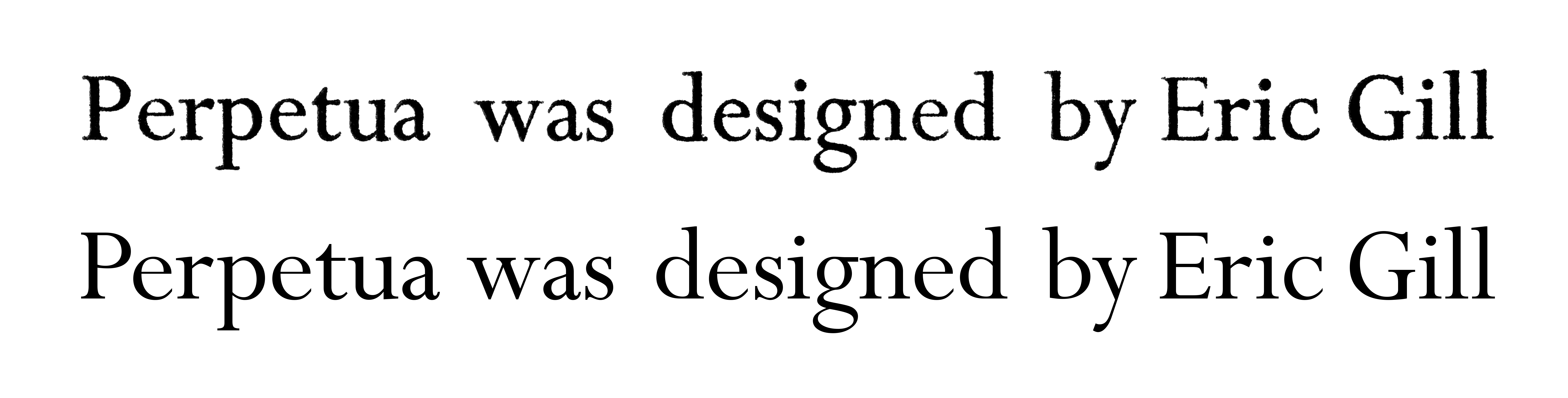
Perpetua的印刷（顶部）和数字（底部）版本之间的比较。

数码类型在20世纪80年代末和90年代初成为主导形式。数码字体将每个字符的图像存储为点阵字体中的位图，或者通过“轮廓字体”中的线和曲线的数学描述，也称为矢量字体。点阵字体在数字类型的早期阶段更常用，现在很少使用。
当使用轮廓字体时，光栅化例程（在应用程序软件，操作系统或打印机中）渲染字符轮廓，解释向量指令以确定哪些像素应为黑色，哪些像素为白色。在诸如激光打印机和高端发布系统中使用的高分辨率下，光栅化是直截了当的。对于计算机屏幕，每个单独的像素可以表示易读和难以理解的字符之间的差异，一些数字字体使用字体微调来制作小尺寸的可读位图。
数码字体还可能包含表示用于合成的“指标”的数据，包括油墨擴張彌補，重音字符的组件创建数据，阿拉伯字母的字形替换规则以及连接脚本面，以及简单的日常合字像fl。常见的字体格式包括TrueType，OpenType和PostScriptType_1，而TeX仍然使用Metafont及其变体。使用这些字体格式的应用程序（包括光栅化器）出现在微软和蘋果電腦操作系统、Adobe Systems产品以及其他几家公司的产品中。数字字体是使用字体编辑器创建的，例如FontForge，RoboFont，Glyphs，Fontlab的TypeTool，FontLab Studio，Fontographer或AsiaFont Studio。

## 字体解剖
排版人员已经开发了一个全面的词汇表来描述字体和排版的许多方面。有些词汇仅适用于所有脚本的子集。例如，「衬线体」是用于欧洲文字字体的纯粹装饰性特征，而阿拉伯语或东亚文字中使用的字形具有在某些方面可能相似的特征（例如笔画宽度），但不能合理地称为衬线，可能不是纯粹的装饰。

### 衬线（）
| 无衬线字体                  |
| 衬线字体                    |
| 衬线字体的衬线 （红色部分） |

一些字体中的字母笔画首尾具有装饰性的细节，称为衬线。具有衬线的字体称为衬线体，不具有衬线的字体称为无衬线体。CJK字型中的「明體、宋體」雖然與歐文襯線體都有如：高對比度、襯線等特徵，但並不相等。

### 宽度比例（Proportion）

（上）比例字体
（下）等宽字体

### 宽度比例（）
比例字体（proportional typeface）字形的宽度富有变化，等宽字体（定宽字体）中的字形具有相同的宽度。一些字体中，西文字母为等宽，而符号和汉字等正好是西文的两倍宽（如）这类字体称为duospaced字体，在中文语境下往往也被称作等宽字体。
许多人通常发现比例字体看起来更漂亮，更容易阅读，因此它们在专业出版的印刷材料中更常见。GUI计算机应用程序（如文字处理器和瀏覽器）往往也同样使用比例字体。但许多比例字体也包含等宽的（表格）数字，以方便表格处理时对齐数值。
西文打字机和早期的电子设备屏幕为了处理方便通常使用等宽字体。在终端、集成开发环境和一部分文字編輯器中，命令或代码会用等宽字体来显示，以便程序员能更轻松地区分字符（如 rn 和 m）和修改文字。。在曾经的出版业中，编辑会使用等宽字体（通常是Courier）来阅读底稿，以便于编辑和统计字数。此外，等宽字体也被广泛运用于光学字符识别和ASCII艺术等。

### 字体度量（Metric）

图中用Adobe Garamond Pro排出了Sphinx来辅助说明相关概念

对于拉丁字母、希腊字母、西里尔字母等西文字母，基線（Baseline）指的是多數字母排列的基準線，通常为 n, x, h 等字母的下沿所在的横线。x, u, w 等字母上沿所在的横线称为主線（mean line），其与基线距离称为x字高（x-height）。基线以下的垂直空间称为降部（descender）；主線到以上的垂直空间称为升部（ascender）。一些字母的变音符号位于降部和升部中。升部高度与x字高的比例会对字体的可读性和外观影响很大，并常常用于表征某一字体。
在计算机字体产生后，字体的度量有了更技术性的定义。将文档中的一种字体改为另一种，如果所有字母的位置都不会变动，则称这两种字体“度量相同”（enmetrically identical）或“度量兼容”（enmetrically compatible）。当前已经有多组度量兼容地字体，可以互相替换而不破坏文档排版，如免费和开源Liberation系列和Croscore系列可以代替一些Microsoft版权所有的字体，以用于后者不允许使用的场合。

### 视觉字号（Optical size）

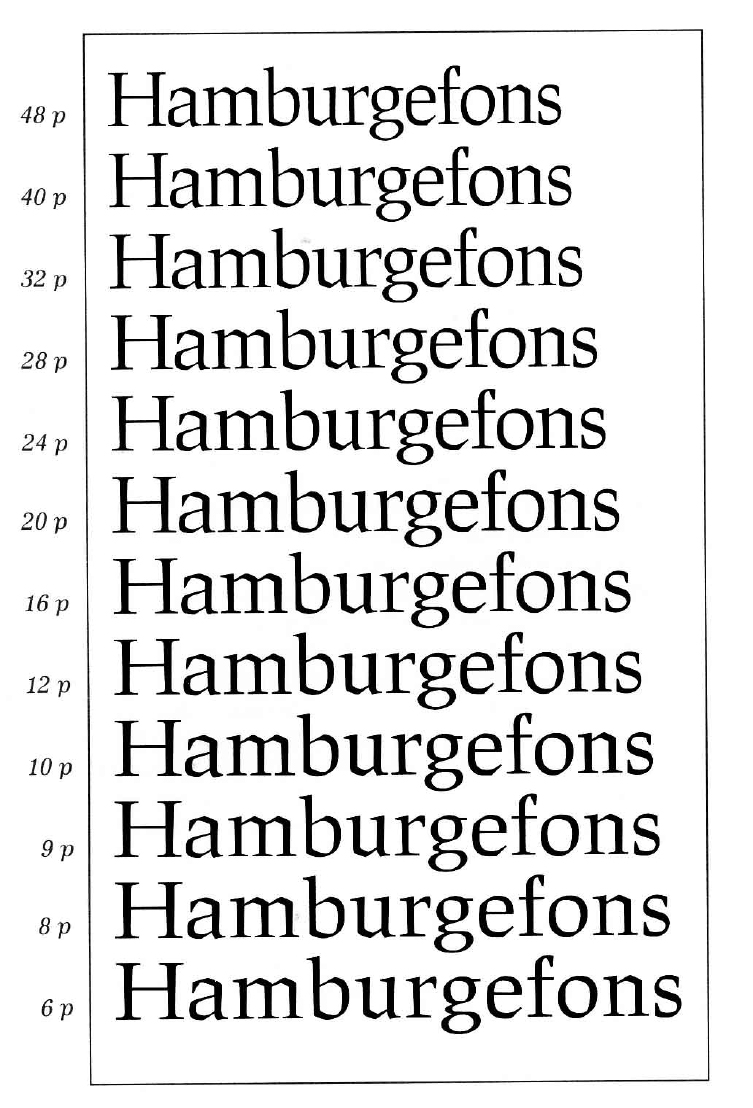
URW++ 制作的一组具有不同视觉字号的字体。不同字号的文字被缩放到了相同的大小

不同字号下的字形可能会为了让显示更清晰或个性更明显而有细微变化。小尺寸的字形可能会优先考虑可读性，看起来更粗、更宽。大尺寸的字形因有足够的空间展示细节，可能会优先考虑设计风格，称为特排字体。这种设计差异继承自活字印刷的特殊处理。由于油墨在新闻纸印染时可能晕开，尤其是小尺寸可能会完全糊作一团，便要求对较小尺寸的活字作特殊处理，例如油墨擴張彌補。

### 数字变体

Hoefler Text的小写数字

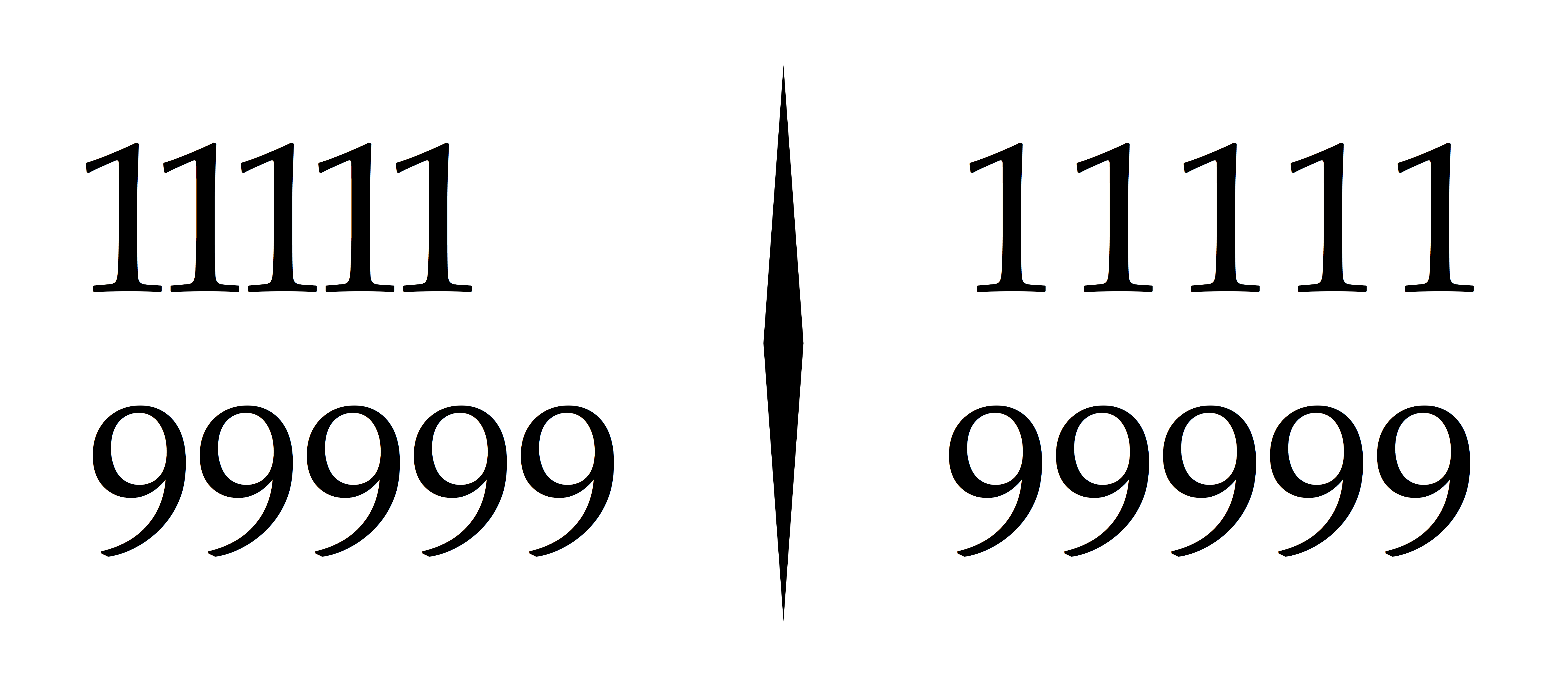
（左）比例数字；（右）表格数字

阿拉伯数字按照高度可以分为等高数字（lining figure）和文本数字（text figure，也可称作小写数字、旧式数字、非等高数字）。等高数字的高度一般等于或略小于大写字母，文本数字则类似于小写字母高度不固定。在汉字或全大写环境下，等高数字能与其他字形更搭配，而只有在一般西文环境下使用文本数字才可能合适。
按照宽度可以分比例数字（和）表格数字（tabular figure）。在列表、计时器中，为了避免数字参差不齐，往往使用等高的比例数字。
多数现代的字体都会包含的几组不同的数字变体。

### 反對比字體

反对比字体Italian（上）和一般粗体设计的字体Elephant（下）的比较

反对比字体的纵横对比跟一般字体相反，前者的横画比纵画更粗。反对比字体不适用于正文，但在标题和海报中，其不同寻常的結構能引人注目。这种风格最初在1821年的伦敦出現，随后风靡于在19世紀中後期在美國和英國的印刷。因其粗壮的衬线，反對比的衬线体也被认为属于粗襯線體。近年来反对比的设计风格也出现在無襯線體等其他类型中。

## 西文字体

### 罗马字母
罗马字母即“拉丁字母”，是一套表音文字的书写系统，由多数欧洲语言采用。

#### 大写字母的形成
罗马字母诞生于公元前，最初只有大写字母，由于是碑刻文字，字形的笔画清晰明了。

#### 小写字母的形成
4世纪左右，因为鹅毛笔的普及，伴随着书写，大写字母逐渐变为一种圆润的连笔字母，形成了接近小写字母的安色尔体。之后的9世纪形成了接近于现代小写字母的卡洛林体。

## 特排字体
视觉字号较大（一般在36pt即以上）的字体称为特排字体（display type），或称为展示字，在中文下也称为标题字，通常用于报纸的大标题或是书籍的封面。

字体Bell Centennial中的油墨擴張彌補

特排字体一般没有在字母笔画接合处额外刻蚀向内的小凹陷——油墨擴張彌補。在小字号印刷时，这样的凹陷有助于抵消凸版印刷时候晕开的油墨，以便变相地保证字形原本的设计。凸版印刷时油墨的量很难精确控制，纸张的粗糙程度和对油墨的吸收程度也有所不同，多余的油墨就有可能在笔画结合的地方溢出，导致笔画粘连不清，印刷的品质难于控制。因此油墨陷阱在一定程度上可以降低凸版印刷的废品率。在大字号情况下，油墨晕开的比例相对来说更小，这种彌補相对来说便不那么必要，反而可能会影响美观。

（上）Linux Libertine Regular
（下））Linux Libertine Display

通常来说特排字体比正文字体具有更多的装饰性细节、更明显的设计风格或更华丽的曲线，例如Linux Libertine Display相比于Linux Libertine Regular，衬线更加弯曲、小写字母b具有更弯曲的尾巴。
现今的数字化字体通常都用于平版印刷、电子照排印刷等场合，不会受到凸版印刷供墨不稳定的影响，因而油墨陷阱基本上没有了用武之地。这就是当今数字化排印领域中罕见特排字体的原因，虽然它们在凸版印刷的时代盛行一时。现今的数字化字体中有时也会提供一个叫做“特排”的变体，则是在风格上有所差异，以改善字体在大字号下的使用效果。
不幸的是，在桌面出版革命20多年之后，现今的排印从业人员中有铅字排版经验的已经很少了，因而把“特排字体”当成“装饰字体”的同义术语而误用的情形也变得普遍。